# Barker Bank
Barker Bank (englisch) ist eine mindestens 20 m unter dem Meeresspiegel liegende submarine Bank im Erebus-und-Terror-Golf an der Nordspitze der Antarktischen Halbinsel vor der Westküste der Antarktischen Halbinsel. Sie erstreckt sich ausgehend vom Ula Point auf der James-Ross-Insel in nordöstlicher Richtung. Die genaue Ausdehnung der Bank ist bisher nicht ermittelt worden.
Die Besatzung der Endurance kartierte sie zwischen 1981 und 1982. Das UK Antarctic Place-Names Committee benannte sie nach dem Kapitän der Endurance, Nicholas John Barker (1933–1997).